# Barruecopardo
Barruecopardo ist eine nordspanische Gemeinde (municipio) in der Provinz Salamanca in der Autonomen Gemeinschaft Kastilien-León.

## Name
Der heutige Name geht auf den leonesischen Begriff „berruecu“ zurück, der einen losen, einzeln liegenden Felsen bezeichnet, wie sie in großer Zahl in der Umgebung von Barruecopardo zu finden sind, kombiniert mit dem Begriff „pardo“ für braun.

## Lage
Barruecopardo liegt im Nordwesten der Provinz Salamanca in einer Höhe von ca. 730 Metern ü. d. M. in der felsigen Landschaft des Naturparks Arribes del Duero nahe der Saucelle-Talsperre, die den Río Duero aufstaut. Die Provinzhauptstadt Salamanca ist gut 90 Kilometer (Fahrtstrecke) in östlicher Richtung entfernt.

## Bevölkerungsentwicklung
| Jahr      | 1950 | 1960 | 1970 | 1981 | 1991 | 2000 | 2018 |
| Einwohner | 1309 | 1595 | 1113 | 800  | 491  | 587  | 442  |

In der ersten Hälfte des 20. Jahrhunderts hatte der Ort konstant um die 1000 Einwohner. Der sprunghafte Anstieg in den späten 1950er und frühen 1960er Jahren ist auf den vorübergehenden Zuzug von Arbeitern und Ingenieuren sowie deren Familien während des Baus der Saucelle-Talsperre zurückzuführen. Infolge des Verlusts von Arbeitsplätzen durch die Mechanisierung der Landwirtschaft ist die Bevölkerungszahl seitdem auf die derzeitigen Tiefststände zurückgegangen.

## Wirtschaft
Die Landwirtschaft (Feldwirtschaft und Viehzucht) spielt traditionell die größte Rolle im Wirtschaftsleben der Gemeinde. Im 20. Jahrhundert wurde in einer nahegelegenen Erzmine zeitweise Wolfram abgebaut; derzeit sind Arbeiten zum weiteren Ausbau der Mine im Gange. Einnahmen aus dem Tourismus in Form der Vermietung von Ferienwohnungen (casas rurales) sind in den letzten Jahrzehnten hinzugekommen.

## Geschichte
Einige in den 1960er Jahren gemachte kleinere Bodenfunde aus dem späten Paläolithikum weisen auf die Anwesenheit von Menschen in der Zeit um 9000 v. Chr. in der Gegend hin. Auch die Anwesenheit des keltischen Stammes der Vettonen und der nachfolgenden Römer ist belegt. Aus dieser Zeit stammen einige Stelen mit lateinischen Schriftzeichen und einem kreisförmigen Sonnensymbol. Nach der weitgehend unblutigen Rückeroberung (reconquista) der menschenleeren Gegend aus den Händen der Mauren und der sich anschließenden christlichen Wiederbesiedlung (repoblación) befand sich das Gebiet in den Händen der kastilischen Krone, bis es um die Mitte des 12. Jahrhunderts in verschiedene Grundherrschaften (señorios) aufgeteilt wurde; in dieser Zeit entstand auch die Grundherrschaft von Barruecopardo. Der Ort erhielt jedoch – wie viele andere Kleinstädte Spaniens auch – einige Privilegien (fueros), die ihm eine gewisse Unabhängigkeit vom Grundherrn zusicherten. Von 1195 bis zum Jahr 1873 gehörte der Ort zum Besitz des Santiagoordens, worauf das Schwertkreuz und die Jakobsmuscheln im Stadtwappen immer noch hinweisen. Ende des 13. Jahrhunderts beherrschte der portugiesische König Dinis zeitweise große Teile im Westen der Provinz Salamanca.

## Sehenswürdigkeiten
- Von einer im 13. Jahrhundert erbauten Burg (castillo) finden sich nur noch geringe Überreste.
- Die Pfarrkirche ist ein dreischiffiger Bau, der im frühen 19. Jahrhundert an der Stelle eines Vorgängerbaus im neoklassizistischen Stil errichtet wurde; bemerkenswert und ungewöhnlich ist die Verwendung von Hausteinen (außen) und Bruchsteinmaterial (innen). Im flachen Chorschluss befindet sich ein erst im Jahr 1944 gefertigtes Altarretabel im Renaissance-Stil. Andere Ausstattungsgegenstände (Seitenaltäre, Figuren, Bilder) stammen aus dem 13. bis 18. Jahrhundert.
- Die Ermita del Cristo de las Mercedes steht etwa einen Kilometer außerhalb des Ortes. Durch ihren mit einem Dreiecksgiebel bekrönten Portikusvorbau hat sie eine entfernte Ähnlichkeit mit einem antiken römischen Tempel. In ihrer unmittelbaren Umgebung wurde ein antiker Friedhof mit Grabstelen und Sarkophagen entdeckt.